# 니시무라 마사키
니시무라 마사키(일본어: 西村 真祈, 2001년 11월 3일~)는 일본의 축구 선수이다.

## 구단 경력
그는 2024년 J3리그의 FC 오사카에 입단했다.